# Pinksterlanddagen
Die Pinksterlanddagen ist die größte anarchistische Veranstaltung der libertären Bewegung in den Niederlanden.

## Geschichte

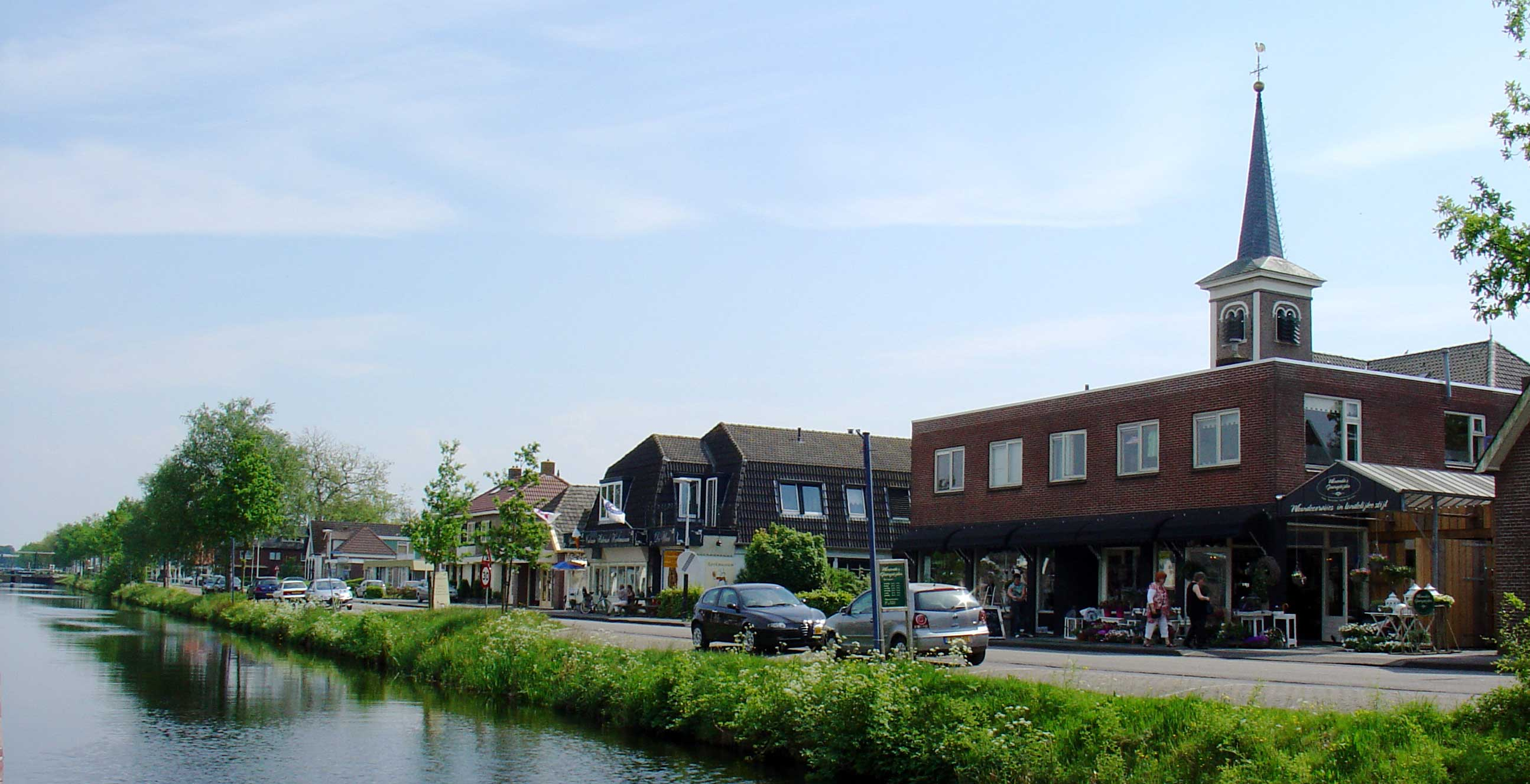
Appelscha

Nahe dem friesischen Ort Appelscha (Gemeinde: Ooststellingwerf) organisierten anarchistische Jugendliche zum ersten Mal 1924 eine Veranstaltung auf dem Gelände „Ter Vrijheidsbezinning“ (wörtlich: Zur Freiheitsbesinnung). Der heutige Campingplatz war zu dieser Zeit ein Kartoffelacker und wurde 1934 von „reichen Geistesverwandten“ (rijke Geestverwanten) für den damals hohen Betrag von 500 Gulden gekauft.
Appelscha hat eine lange Tradition des radikal-revolutionären Sozialismus und Anarchismus. Bereits (am 30. März) 1889 hielt der Anarchist Ferdinand Domela Nieuwenhuis eine Rede vor unzufriedenen Arbeitern in dem Dorf im Beisein des damaligen Bürgermeisters der die Rede präzis notierte. Nieuwenhuis war eine angesehene Person in Appelscha und die libertären Gruppen folgten seinen wechselnden politischen Standpunkten. Seit diesem Zeitpunkt hat das Dorf den Ruf als Hochburg des Sozialismus und Anarchismus, wovon die Pinksterlanddagen heute noch Zeugnis ablegen. Der Spazierweg „Domelapad“ durch die Landschaft Südost–Friesland und das angrenzende Drenthe und Overijssel wurde nach Nieuwenhuis benannt. Hier formten die kämpferischen Landarbeiter die Basis für die Aktivitäten von Nieuwenhuis. Vor 1900 fanden öfters Streiks der Arbeitnehmer statt und um 1900 gab es eine große Streikwelle. 1970 war der Provo Roel van Duijn bei den Pinksterlanddagen und organisierte ein Teach-in als Höhepunkt einer Propagandamanifestation für den Anarchismus und für alle antiautoritären Bewegungen in den Niederlanden: Pazifisten, Rätekommunisten, Sozialisten und andere.

### Veranstaltung

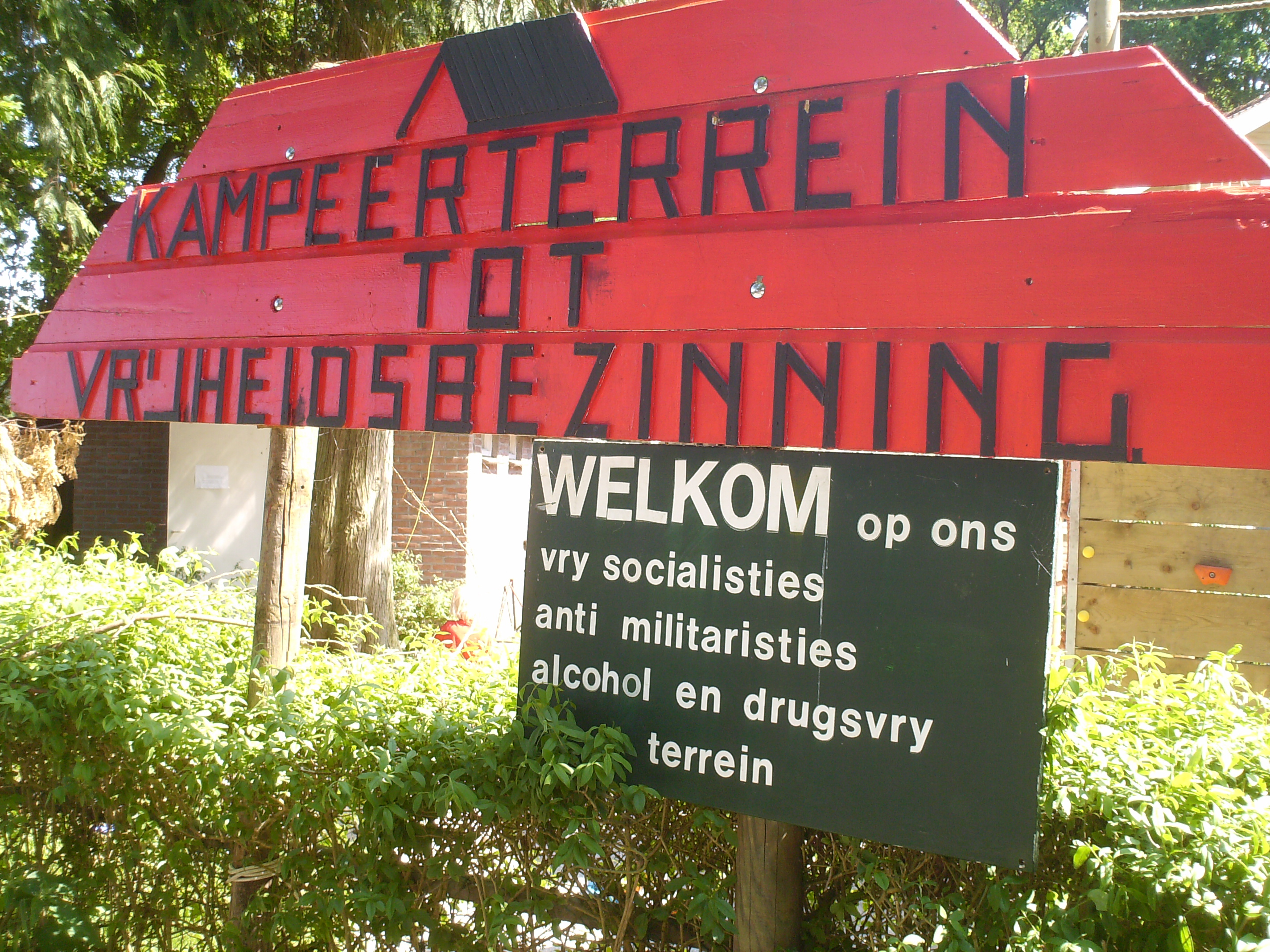
Tot Vrijheidsbezinning in Appelscha

Die Gruppe, welche die Pinksterlanddagen verwaltet beziehungsweise organisiert, legt Wert auf die Feststellung, dass die Besucher die Freiheiten ihrer Mitmenschen respektieren. Die Initiativnehmer gehen davon aus, dass alle Veranstaltungsteilnehmer sich mitverantwortlich fühlen als Benutzer des Geländes und haben dafür einige Regeln aufgestellt: Es gibt verschiedene Container für Papier-, Glas- und chemische Abfälle im Dorf die genutzt werden sollten. Außerdem ein Container für normalen Abfall vor dem Gelände sowie ein Container für organischen Abfall. Keine offenen Feuer auf oder rund um den Campingplatzes, da ein Wald in der Nähe ist. Das Gelände ist Tag und Nacht zugänglich, deshalb nachts keinen Lärm verursachen. Das Terrain Ter Vrijheidsbezinning ist antimilitaristisch, Alkohol und andere Drogen werden nicht zugelassen. Energiesparmaßnahmen sollten beachtet werden. Andere freiheitlich gesinnte Gruppen sind ebenfalls willkommen. Für Lesungen, Veranstaltungen, Workshops, Versammlungen und anderes mehr steht ein großes Gebäude zur Verfügung. Die Teilnahme an den Pinksterlanddagen ist nicht kostenlos. Darüber hinaus gibt es weitere Tarife für Besucher die vor oder nach der Veranstaltung der Pinksterlanddagen kommen wollen. Für warmes Essen sorgt die Gruppe „Rampenplan“ (wörtlich: Katastrophenplan). Das Abendessen kostet um die vier Euro. In der Kantine gibt es Kaffee, Tee sowie belegte Brötchen und Brot.

## Aktivitäten 2010 und 2012
Verschiedene außerparlamentarische Gruppen und Organisationen beteiligten sich an dem (wie es auch genannt wird:) „politischen Festival“. „Die Anti Facistische Actie“ (Antifaschistische Aktion) aus Utrecht informierte über die „schändliche Behandlung“ (schandalige behandeling) von illegalen Ausländern. „GroenFront“ (Grüne Front) berichtete über die gegenwärtige Klimakrise. Darüber hinaus gab es Filmvorführungen, Lesungen, eine Theatervorstellung von dem Zirkus „De Waanzin“ (Der Wahnsinn), einen Büchermarkt, Workshops und Auftritte von verschiedenen Bands und DJs.
Von Abel Heijkamp eine Filmdokumentation, über „Anti–Kraakbureaus“ (Antihausbesetzer-Büros) unter dem Titel „Leegstand zonder zorgen“. Immobilienbesitzer versuchen den Hausbesetzungen entgegenzutreten, indem sie zum Beispiel Freunde oder Bekannte in den leerstehenden Wohnungen unterbringen, so dass keine Hausbesetzer eindringen. Es entstanden daraufhin kommerzielle Vermittlungsbüros („Antikraakbureaus“), die Wohnungssuchende in den Häusern unterbringen. Heijkamp zeigte in seiner Reportage das die „Antikraag“-Bewohners beinah ohne jegliche Rechte sind.
Der anarchistische Publizist Gabriel Kuhn hielt eine Lesung über libertäre Bewegungen außerhalb Europas und den USA (nietwesters anarchisme). Zur Sprache kamen anarchistische Initiativen in unter anderem Südafrika, China, Japan, Israel, Indonesien und Libanon.
2012 waren die schwedische Feministin Kajsa Ekis Ekman, der palästinensische Aktivist Baha Hilo und der kanadische Filmmacher Franklin Lopez bei den Pinksterlanddagen. Außerdem aus den USA Aktivisten von CrimethInc. sowie die niederländische Gruppe GroenFront!.
Nach dem „anarchistisch-communistisch principe“ (anarchistisch-kommunistischem Prinzip) „Geben nach Vermögen, nehmen nach Bedürfnis“ (geven naar vermogen, nemen naar behoefte) werden übriggebliebene und guterhaltene Essenswaren, die oft in Abfallcontainern verschwinden, nach Ablauf der Veranstaltung auf einen langen Tisch gestellt, sie können eingepackt und mitgenommen werden. Seit dem Bestehen der Pinksterlanddagen sind die Veranstaltungen „alkoholfrei“. Das ganze Jahr über sind Besucher auf dem Campingplatz „Ter Vrijheidsbezinnung“ willkommen. Das Gelände wird von einem festen Mitarbeiter verwaltet.

### Namensgebung
Jährlich werden die „Pinksterlanddagen“ an Pfingsten (nl: Pinksteren) veranstaltet. Da die Veranstaltungen auf dem Lande stattfinden, wurde der Name „Pinksterlanddagen“ gewählt.